# Chișlaca, Arad
Chișlaca este un sat în comuna Craiva din județul Arad, Crișana, România.
Pe drumul judetean 762 A, inspre directia Tinca-Oradea se gasesc asezate localitatile Chislaca si comuna Craiva (12 km de la Beliu).
Soseaua strabate campuri piemontale prelungi, brazdate de vai largi, peste care drumul asfaltat trece ca peste adevarate valuri uriase.
Pe interfluvii admiram palcurile de paduri care se mai pastreaza din codrii seculari de odinioara.
In anul 1756 este mentionat preotul Gheorghe din Chislaca ce slujea intr-o biserica de lemn mentionata pentru prima data in anul 1752.
Era acoperita cu paie, iar turnul cu sindrila.
Nu cunoastem daca aceasta sau alta este cea mentionata in 1856 ca avand hramul "Sfintii Arhangheli" inlocuita in 1924 cu alta tot din lemn.
Biserica actuala de zid a fost construita in anul 1980 si are hramul celei vechi.

Este asezata pe valea paraului Godu si este sat apartinator al comunei

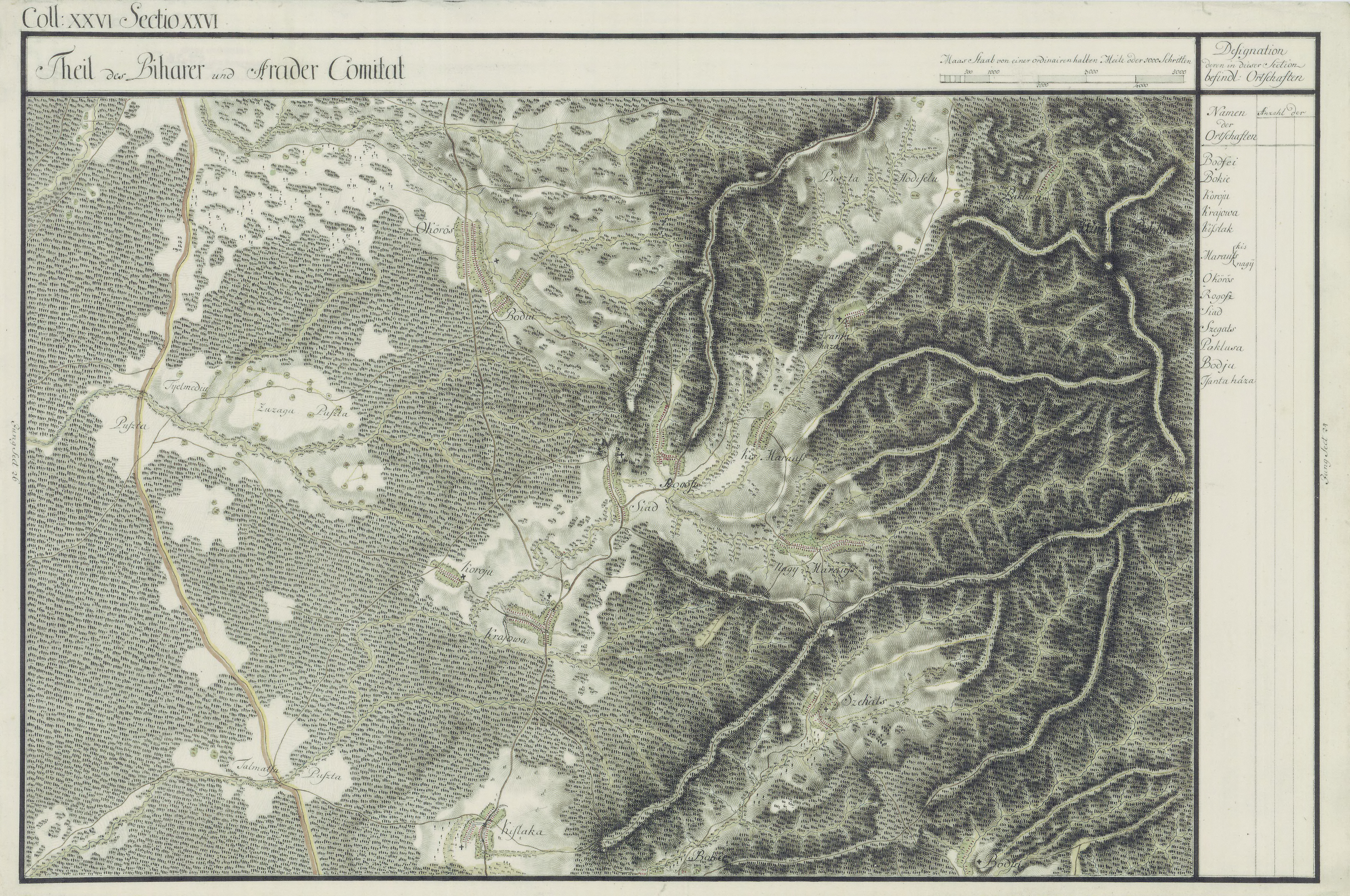
Chișlaca în Harta Iozefină a Comitatului Arad, 1782-85